# Bee Gees Run To Me (EP4)

## Közreműködők
- Barry Gibb – ének, gitár
- Maurice Gibb – ének,  gitár, zongora, orgona, basszusgitár
- Robin Gibb – ének
- Alan Kendall – gitár
- Geoff Bridgeford – dob
- stúdiózenekar Bill Shepherd vezényletével

## A lemez dalai
- Run To Me (Barry, Robin és Maurice Gibb)  (1972), stereo  3:05, ének: Barry Gibb, Robin Gibb
- I.O.I.O  (Barry és Maurice Gibb) (1968), mono 2:51, ének: Barry Gibb, Maurice Gibb
- Road To Alaska  (Maurice Gibb) (1971), mono 3:00, ének: Maurice Gibb
- Sweetheart (Barry és Maurice Gibb)  (1969), mono  3:09, ének: Barry Gibb, Maurice Gibb
- Man For All Seasons (Barry, Robin és Maurice Gibb)  (1970), stereo 2:58, ének: Barry Gibb, Robin Gibb
- And The Sun Will Shine  (Barry, Robin és Maurice Gibb) (1968), mono  3:26, ének: Robin Gibb

## Top 10 helyezés
- Run To Me:  Ausztrália, Dél-afrikai Köztársaság:  #3., Olaszország, Új-Zéland:  #5., Kanada:  #6., Írország:  #7., Spanyolország:  #8., Egyesült Királyság:  #9.
- I.O.I.O : #6.: Németország, Spanyolország, Új-Zéland #9.: Hollandia